# Myzja

Mapa Azji Mniejszej

Myzja (gr. Mysía) − kraina w północno-zachodniej części Azji Mniejszej, otoczona od północy Propontydą, Hellespontem od północnego zachodu i Morzem Egejskim od strony zachodniej. Od wschodu kraina graniczyła z Frygią, a od południowej strony z Lidią.
Północną część Myzji zwana była Mysia minor. Swym zasięgiem obejmowała krainy Frygię i Troadę. Południową część krainy nazywana była Mysia maior (Mysia). Główna rzeka: Makestos, główne miasto: Pergamon.
Myzja została podbita przez Persów razem z Lidią. W czasach panowania Dariusza I Wielkiego wchodziła w skład dwunastej satrapii. W okresie podboju imperium perskiego została opanowana przez Aleksandra Wielkiego. Od 280 p.n.e. weszła w skład królestwa pergameńskiego. Od 133 p.n.e., z woli Attalosa III będąc pod panowaniem rzymskim, weszła w skład prowincji Azji.